# Paweł Szychalski
Paweł Szychalski (ur. 1961 r. w Kaliszu) – polski urbanista i architekt, nauczyciel akademicki.

## Życiorys
Wykładowca i profesor Uniwersytetu w Lund
Autor projektu „Pomnika światła” poświęconego ofiarom katastrofy smoleńskiej przed Pałacem Prezydenckim przy Krakowskim Przedmieściu. Po raz pierwszy projekt pomnika przedstawiono na specjalnej konferencji prasowej 11 kwietnia 2011 roku w Warszawie.